# John Pollard Gaines

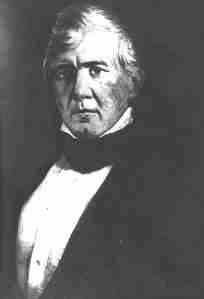
John Pollard Gaines

John Pollard Gaines (* 22. September 1795 in Augusta, Hampshire County, Virginia; † 9. Dezember 1857 in Salem, Oregon-Territorium) war ein US-amerikanischer Politiker und von 1850 bis 1853 Gouverneur des Oregon-Territoriums.

## Frühe Jahre und politischer Aufstieg
John Gaines wurde im heutigen West Virginia geboren. Schon in seiner frühen Jugend zog seine Familie in das Boone County in Kentucky. Dort besuchte er die örtlichen Schulen. Nach einem Jurastudium und seiner Zulassung als Rechtsanwalt begann er in Walton in seinem neuen Beruf zu praktizieren. Im Jahr 1812 nahm er als Freiwilliger am Krieg gegen die Briten teil.
In den 1820er und 1830er Jahren gehörte Gaines mehrfach beiden Kammern der Kentucky General Assembly an. In den 1830er Jahren wurde er Mitglied der Whig Party. Gaines nahm auch am Mexikanisch-Amerikanischen Krieg (1845–1848) teil. Dort war er zeitweise im Stab von General Winfield Scott. Zwischenzeitlich geriet er in mexikanische Kriegsgefangenschaft. Während dieser Zeit wurde er in Kentucky als Kandidat der Whigs ins US-Repräsentantenhaus gewählt. Dort verblieb er von 1847 bis 1849.

## Gouverneur im Oregon-Territorium
Nachdem seine Wiederwahl in den Kongress gescheitert war, wurde er vom neuen US-Präsidenten Zachary Taylor, der nicht nur ein Parteifreund, sondern ebenfalls ein Held des Krieges gegen Mexiko war, zum neuen Territorialgouverneur für Oregon ernannt. Die folgende Zeit sollte für Gaines sowohl privat als auch politisch sehr schwierig werden. Bereits während der Schiffsreise in seine neue Heimat erlagen zwei seiner Töchter dem Gelbfieber. Kurz nach seiner Ankunft in Oregon starb seine Frau bei einem Sturz vom Pferd.
Politisch musste er sich in Oregon mit einer von den oppositionellen Demokraten beherrschten Legislative auseinandersetzen. Ein Streitpunkt war die von der Legislative beschlossene Verlegung der Hauptstadt des Territoriums von Oregon City nach Salem. Der Gouverneur setzte sich für die alte Hauptstadt ein. Das wiederum bestärkte seine Gegner, die ihm vorwarfen, er sei als Amerikaner aus dem Osten mit den Verhältnissen der Westküste nicht vertraut und habe keine Vorstellung über die eigentlichen Probleme des Territoriums. Persönlich war der Gouverneur um eine ausgeglichene Politik bemüht. Er litt aber unter schlechten Beratern und einer feindseligen Opposition. Auch die Mehrheit der Bevölkerung unterstützte die Opposition gegen Gaines. Nach dem politischen Machtwechsel des Jahres 1853, als mit Franklin Pierce wieder ein Demokrat in das Weiße Haus in Washington einzog, konnte sich Gaines in Oregon nicht mehr halten. Sein Vorgänger Joseph Lane, ebenfalls ein Demokrat, wurde für drei Tage zu seinem Nachfolger, nur um die Ablösung Gaines’ zu beschleunigen.

## Weiterer Lebenslauf
Trotz seiner Schwierigkeiten in Oregon beschloss Gaines, in diesem Gebiet zu bleiben. Er ließ sich auf einer Farm in der Nähe von Salem nieder. Im Jahr 1854 schaffte er es, eine Viehherde aus Arkansas über das Gebirge nach Oregon zu treiben. 1855 kandidierte er gegen seinen Konkurrenten Lane um einen Sitz im US-Kongress. Erwartungsgemäß unterlag er bei diesen Wahlen, zumal Lane zu der Zeit bereits Inhaber des Mandats war. Gaines hatte inzwischen wieder geheiratet, aber seine Schicksalsschläge hörten nicht auf. Im Frühjahr 1857 starb eine weitere Tochter, die in Tennessee lebte. Von diesem Schlag erholte er sich nicht mehr. Er starb im Dezember desselben Jahres an Typhus.